# Ingmar Karlsson
Axel Ingmar Karlsson, född den 16 januari 1942 i Burseryd i Småland, är en svensk diplomat och författare till böcker om bland annat olika minoriteter, olika religioner, Mellanöstern, Kina och Tyskland.

## Biografi
Karlsson, som är civilekonom, anställdes på Utrikesdepartementet (UD) 1967 och har bland annat tjänstgjort i Bogotá, Wien, Damaskus och Peking. Han var från 1988 minister och andreman på ambassaden i Bonn. Från 1992 hade han särskilda uppdrag på UD och ställning som ambassadör. Därefter var han ambassadör i Prag (sidoackrediterad i Bratislava) 1996–2001 och generalkonsul i Istanbul 2001–2008.
År 2002 blev Ingmar Karlsson hedersdoktor i teologi vid Lunds universitet.
Karlsson har ställt sig positiv till Turkiets förhandlingar om inträde i EU och har ofta deltagit i debatter som berör Turkiet. Hans bok Kurdistan: landet som icke är fick negativ kritik av en del svenskkurder som Liberala invandrarförbundets ordförande Gulan Avci och Dilsa Demirbag-Sten. Andra svenskkurdiska författare, politiker och debattörer som Kurdo Baksi, Mustafa Can och Nalin Pekgul har uttalat sitt stöd för Karlsson.
Sedan 2009 är Karlsson Senior Fellow på Centrum för Mellanösternstudier vid Lunds universitet och Senior Research Fellow för Global Political Trends Center på Istanbul Kültür University.
År 2007 fick Karlsson ett filosofie hedersdoktorat från Linnéuniversitetet. Samma år tilldelades han Sydsvenskans Europapris för 2007. 2010 tilldelades Karlsson Vitterhetsakademins jetong i guld. På Bok och Biblioteksmässan 2012 fick Karlsson förlaget Natur & Kulturs Johan Hansson-pris 2012 för sin bok Bruden är vacker men har redan en man. Boken har både blivit hyllad och kritiserad.